# Франческо Мельці
 Франческо Мельці (італ. Francesco Melzi, бл. 1491, Мілан — бл. 1570, Мілан) — художник доби Відродження, представник міланської школи живопису. Один з учнів та послідовників Леонардо да Вінчі, спадкоємець його деяких малюнків і рукописів.

## Біографія
Точних відомостей про рік народження і смерті Мельці не віднайдено. Прижиттєві портрети Мельці невідомі. Походить з багатої родини в Ломбардії. В 15-річному віці став учнем в міланській майстерні Леонардо. Був в оточенні Леонардо в часи подорожі до Риму у 1513 та до Парижу у 1517 разом з кардиналом Луїджі Арагонським.
Мельці став спадкоємцем рукописів і деяких малюнків свого вчителя після його смерті 2 травня 1519 року у Франції. Мельці деякий час працював у Франції і після смерті вчителя, а потім повернувся на батьківщину. Отримав запрошення до двору герцога Альфонсо д'Есте, де вів життя придворного, а не художника.
Зігрітий променями слави вчителя, передав до друку трактат Леонардо «Trattato della Pittura».

## Мельці і Арчімбольдо
За припущеннями дослідників, зустрічався з уславленим художником Арчімбольдо, якому показував малюнки і карікатури Леонардо зі свого спадку. Можливо, вони слугували одним з поштовхів до створення незвичних творів видатного майстра, яким був Арчімбольдо.

## Трагічна доля спадку Леонардо
Після смерті Мельці рукописи і малюнки Леонардо були швидко продані спадкоємцями. Вони розійшлися по світу, а частина була знищена.

## Творча манера Мельці
Мельці так і не виробив власної яскравої художньої манери. Він був помірним і пересічним епігоном Леонардо, часто використовуючи малюнки і композиції свого вчителя. Художника Мельці «розчавила» велетенська особа Леонардо.

## Галерея

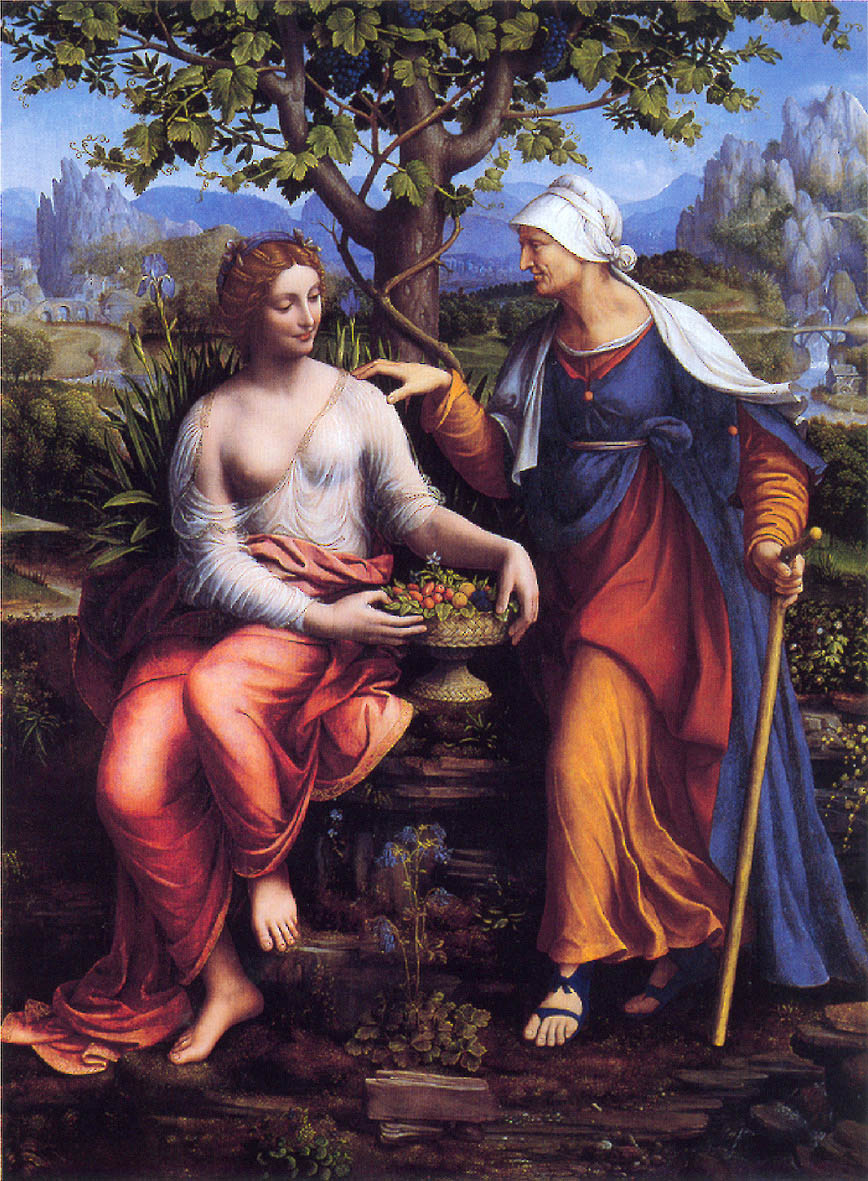
Помона і перевертень Вертумн у вигляді старої в саду. Берлін.
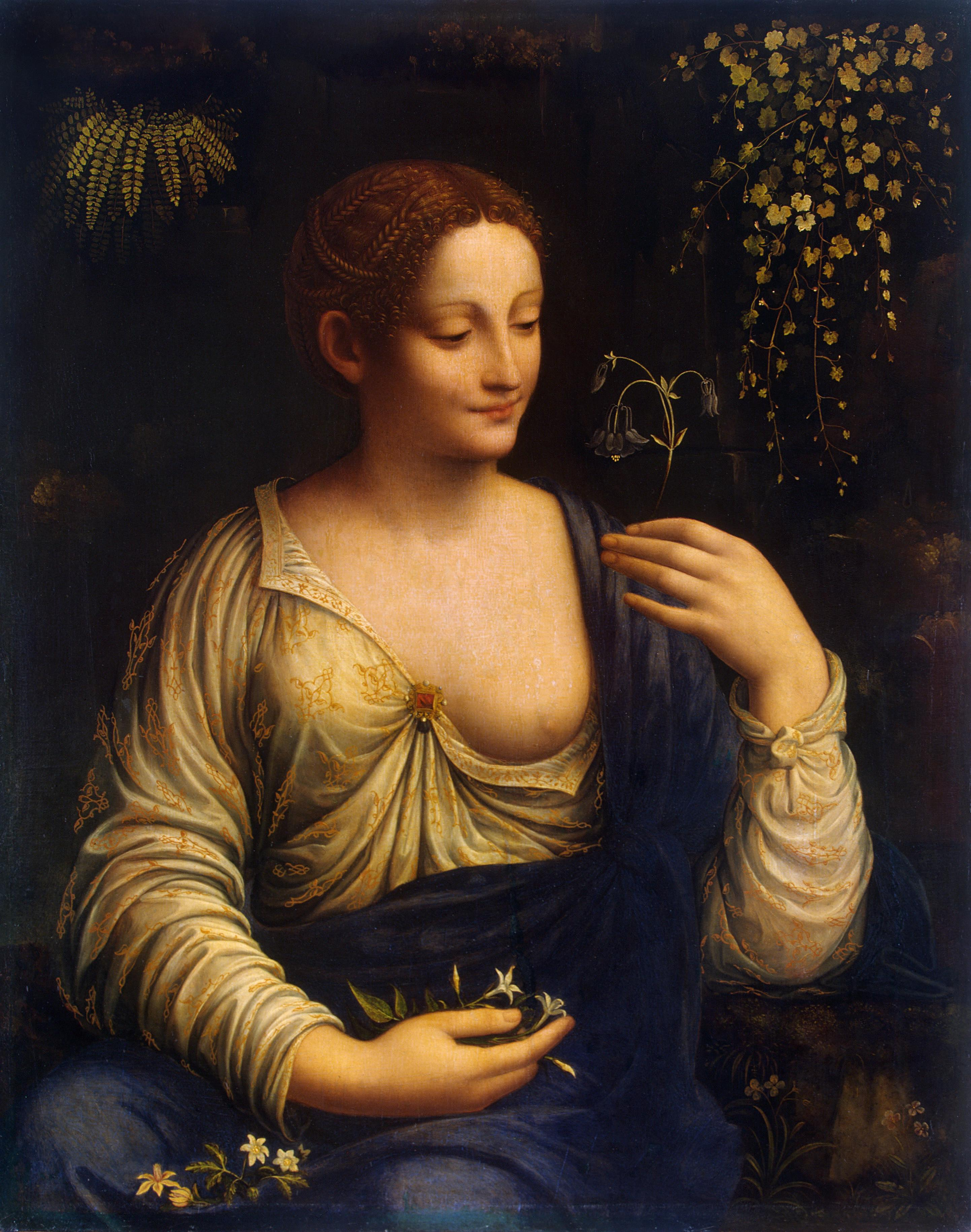
Дама з квіткою коломбіна, Ермітаж.
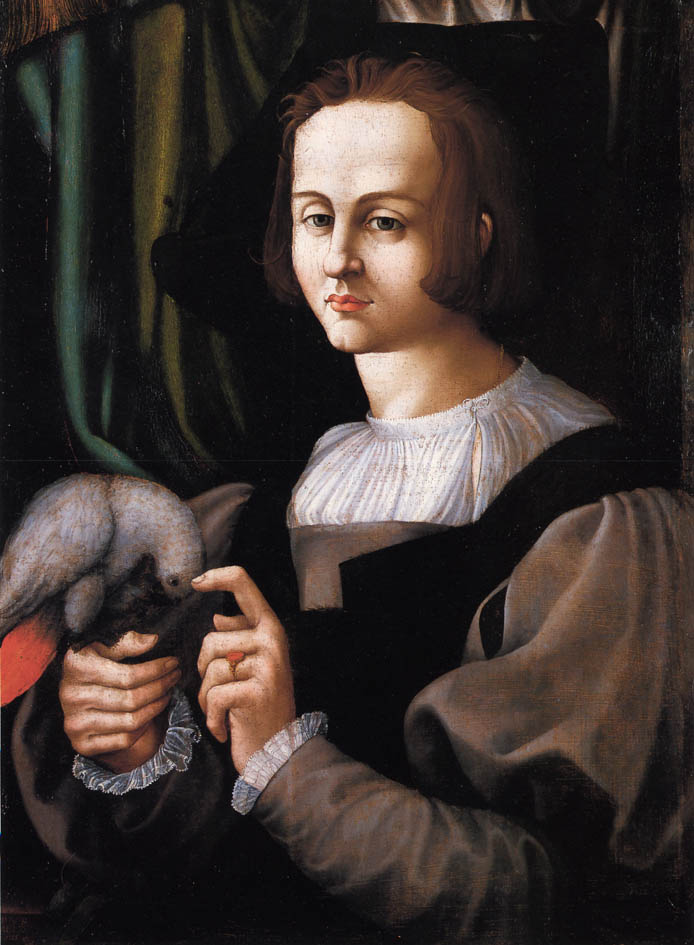
Молодий панич з папугою. Приватна збірка в Мілані.